# Bocula heliothina
Bocula heliothina là một loài bướm đêm trong họ Noctuidae.